# Chmielowice (województwo świętokrzyskie)
Chmielowice – wieś w Polsce położona w województwie świętokrzyskim, w powiecie kieleckim, w gminie Morawica.

## Historia Chmielowic
W 1783 r. wieś należąca wówczas do powiatu chęcińskiego w województwie sandomierskim była własnością starosty kiszyńskiego Michała Bajera.
W 1864 r. na mocy dekretu cara Aleksandra II o uwłaszczeniu włościan wieś stała się własnością jej mieszkańców.
Przed II wojną światową we wsi mieszkała rodzina Lenartowiczów, herbu Pobóg, do której należał między innymi dworek szlachecki, w którym po wojnie mieściła się szkoła podstawowa.
W latach 1975–1998 miejscowość administracyjnie należała do województwa kieleckiego.